# Gonomyia (Gonomyia) bifurcifer
Gonomyia (Gonomyia) bifurcifer is een tweevleugelige uit de familie steltmuggen (Limoniidae). De soort komt voor in het Neotropisch gebied.
De wetenschappelijke naam voor de soort werd voor het eerst gepubliceerd in 1939 door Charles Paul Alexander.